# Animal Planet (Italia)
Animal Planet è stata una rete televisiva internazionale tematica, ospitata al canale 416 di Sky nel pacchetto "Sky Famiglia". Il canale trasmetteva programmi dedicati al mondo degli animali.

## Storia
Animal Planet inizia le sue trasmissioni il 1º maggio 2005 all'interno della piattaforma Sky alla numerazione 609.
Il 1º ottobre 2007 Animal Planet si sposta dal canale 609 al canale 421.
Il 1º ottobre 2008 il canale ha adottato un nuovo logo e una nuova grafica, precedentemente adottato dalla controparte statunitense.
Il 9 aprile 2014 Animal Planet si è trasferito al canale 416. Dal 1º luglio 2015 il canale viene trasmesso nel formato panoramico 16:9.
Dal 1º luglio 2017 i programmi sono disponibili on-demand tramite registrazione su Dplay.
Il 1º febbraio 2019 Animal Planet non è più visibile su Sky per mancato contratto tra l'azienda e Discovery con la piattaforma streaming. Dallo stesso giorno ha cessato definitivamente le trasmissioni anche il canale Discovery Travel & Living.
I contenuti del canale sono disponibili in streaming su Discovery+ (prima su Dplay).
Dal 9 luglio 2020 alcuni contenuti sono disponibili anche su Vodafone TV.

## Programmi
- Animal Armageddon
- Animal Real TV (Untamed & Uncut)
- Animali assassini
- Animali spassosi
- Austin Stevens: Il Meglio del pericolo
- Le avventure di Jeff Corwin
- Basta! Io o il cane-UK con Victoria Stilwell
- Basta! Io o il cane-USA con Victoria Stilwell
- Battaglie Animali (Animal Battlegrounds)
- Crocodile Blues
- Dinosauri degli abissi
- Guerra alle baleniere
- Un'isola per gli oranghi
- Jeff Corwin: visti da vicino
- Leoni alla deriva
- La macchina perfetta della natura
- Il mondo dei Draghi
- Pericolo in primo piano
- Pets 101
- Il pianeta degli animali
- Riprese selvagge
- Sos Vite in pericolo
- Le strane creature di Nick Baker
- Il tempio delle scimmie
- Vivere con le tigri

### Cartoni animati
- Kenny the Shark
- Lo sfortunato George

## Loghi

1º maggio 2005 - 1º ottobre 2008
1º ottobre 2008 - 1º febbraio 2019
In uso dal 9 aprile 2019 (su Discovery+)